# Joseph Banks
Sir Joseph Banks (London, 1743. február 24. – London, 1820. június 19.) angol botanikus, természettudós. Részt vett James Cook első Föld körüli útján és elsőként írta le Ausztrália növényvilágát. Hazatérése után 41 éven keresztül volt a Royal Society elnöke és a Kew Gardens igazgatójaként számos tengerentúli növényfajt (eukaliptuszokat, akáciákat) honosított meg Európában. Az ő nevét viseli az Ausztráliában honos Banksia növénynemzetség. Botanikai szakmunkákban nevének rövidítése: „Banks”.

## Ifjúsága

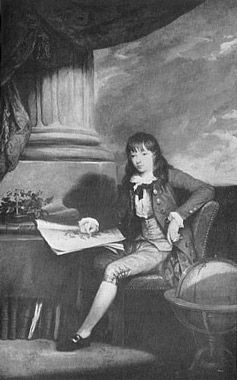
Joseph Banks 14 évesen

Joseph Banks 1743. február 24-én (az akkor érvényes julián naptár szerint február 13-án) született Londonban, az Argyle Street-en. Apja William Banks gazdag lincolnshire-i földbirtokos, parlamenti képviselő; anyja Sarah Banks (lánykori nevén Bates) volt. Joseph gyerekkorában sok időt töltött a lincolnshire-i birtokon és megszerette a természettudományokat. Kilencéves korától a Harrow School bentlakásos iskolában, tizenhárom éves korától pedig Etonban tanult. Egyik etoni iskolatársa Constantine Phipps volt, aki tengerésztiszt lett és később vele együtt vett részt az új-fundlandi expedíción. Tizenhét éves korában beoltották feketehimlővel, de az oltástól megbetegedett. 1760 végétől az Oxfordi Egyetemen tanult természettudományokat és a cambridge-i Israel Lyonstól is vett növénytanórákat. 1763-tól Oxford helyett Chelsea-ben folytatta a tanulmányait, de a következő évben formális fokozat nélkül otthagyta az egyetemet (déltengeri útja után az Oxfordi Egyetem tiszteletbeli diplomát adott neki). Ekkor vált nagykorúvá és, mivel apja 1761-ben meghalt, átvehette a családi kastélyt Revesby Abbey-ben. Idejét Lincolnshire és anyja Chelsea-beli otthona között osztotta meg. Londonban tudományos körökben forgolódott, gyakran járt a British Museumban és megismerkedett a svéd Daniel Solanderrel és rajta keresztül Linnével is levelezett. Bekerült III. György király tudományos tanácsadói közé és megkérte az uralkodót, hogy támogassa a távoli kontinensekre indított felfedezőutakat (remélve, hogy saját botanikai érdeklődését is kielégítheti ezáltal). Valamikor 1769 előtt belépett a szabadkőművesek közé.

## Az újfundlandi expedíció

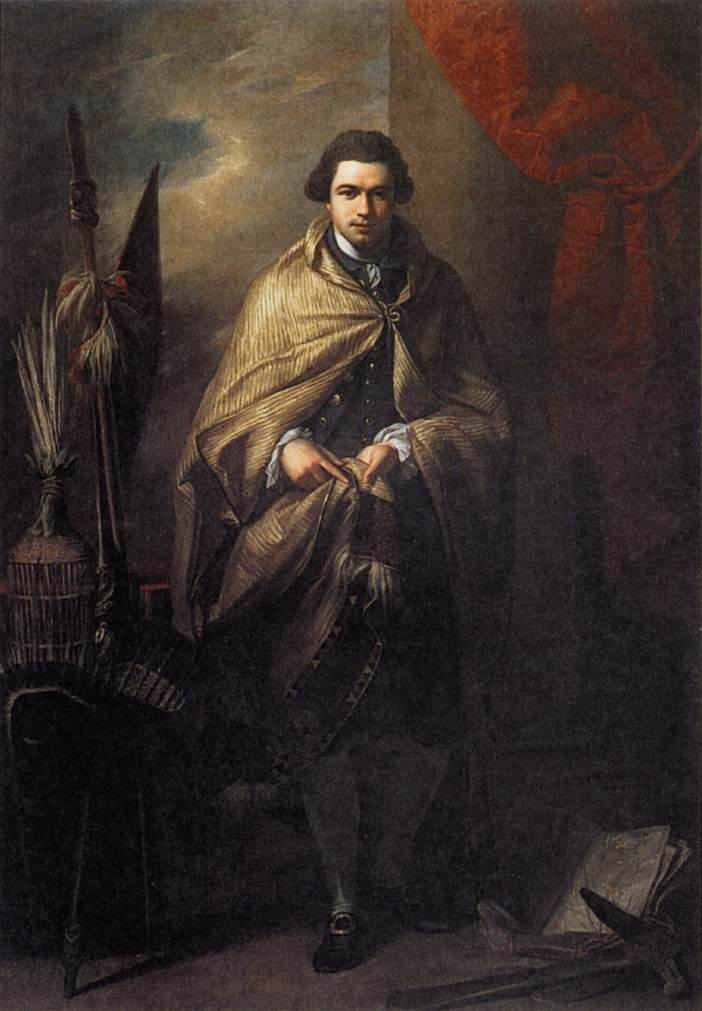
Banks Benjamin West 1773-as festményén.

1766-ban a 23 éves Banksot beválasztották a Royal Society soraiba és még ugyanabban az évben Phipps társaságában Új-Fundlandra és Labradorra utazott a HMS Niger fregattal. A hajó nem kimondottan tudományos célzattal indult Észak-Amerikába, egy csapat hajóst szállított a szigetre, a legénység erődöt épített és némi térképészeti munkát végeztek. Banks elsőként dolgozta fel a helyi flórát és faunát a linnéi rendszertannak megfelelően. 34 madárfajt írt le, közte az 1844-ben kipusztult óriásalkát. Május 7-én feljegyezte, hogy a hajó körül nagy számú "pingvin" úszkál és a Chateau-öbölben begyűjtött egy példányt, amelyről később sikerült megállapítani, hogy nem pingvin, hanem alka.

## James Cook útja
1768-ban a Királyi Haditengerészet és a Royal Society közös expedíciót szervezett a Csendes-óceán déli részére. Ez volt James Cook első útja. Banks természettudósként vett részt az expedícióban. Önmagán kívül hét másik fő ellátását is finanszírozta: a svéd Daniel Solander és a finn Herman Spöring tudósok, két grafikus, egy titkár és két fekete szolga tartott vele.
A hajó (a HMS Endeavour) első nagyobb megállóhelye Brazíliában volt, ahol Banks elsőként írta le tudományos igényességgel a bougainvilleát (amelyet pár évvel korábban fedeztek fel a francia Louis Antoine de Bougainville Föld-körüli útja során). Tahitin megfigyelték a Vénusz Nap előtti elhaladását (ami az expedíció fő tudományos célja volt), aztán Új-Zéland érintése után felfedezték Ausztrália keleti partjait. Partra szálltak Botany Bay-ben és majdnem hét hetet töltöttek a hajó javításával a mai Queensland északi részén, miután a Nagy korallzátonyon az Endeavour megsérült. Ezalatt Banks, Solander és Spöring az ausztráliai növényvilág első nagyobb kollekcióját gyűjtötte össze, köztük számos, a tudomány előtt addig ismeretlen fajt. Grafikusuk, Sidney Parkinson majdnem 800 rajzot készített a begyűjtött példányokról (1980 és 1990 között 35 kötetben adták ki őket).

## Az utazások után

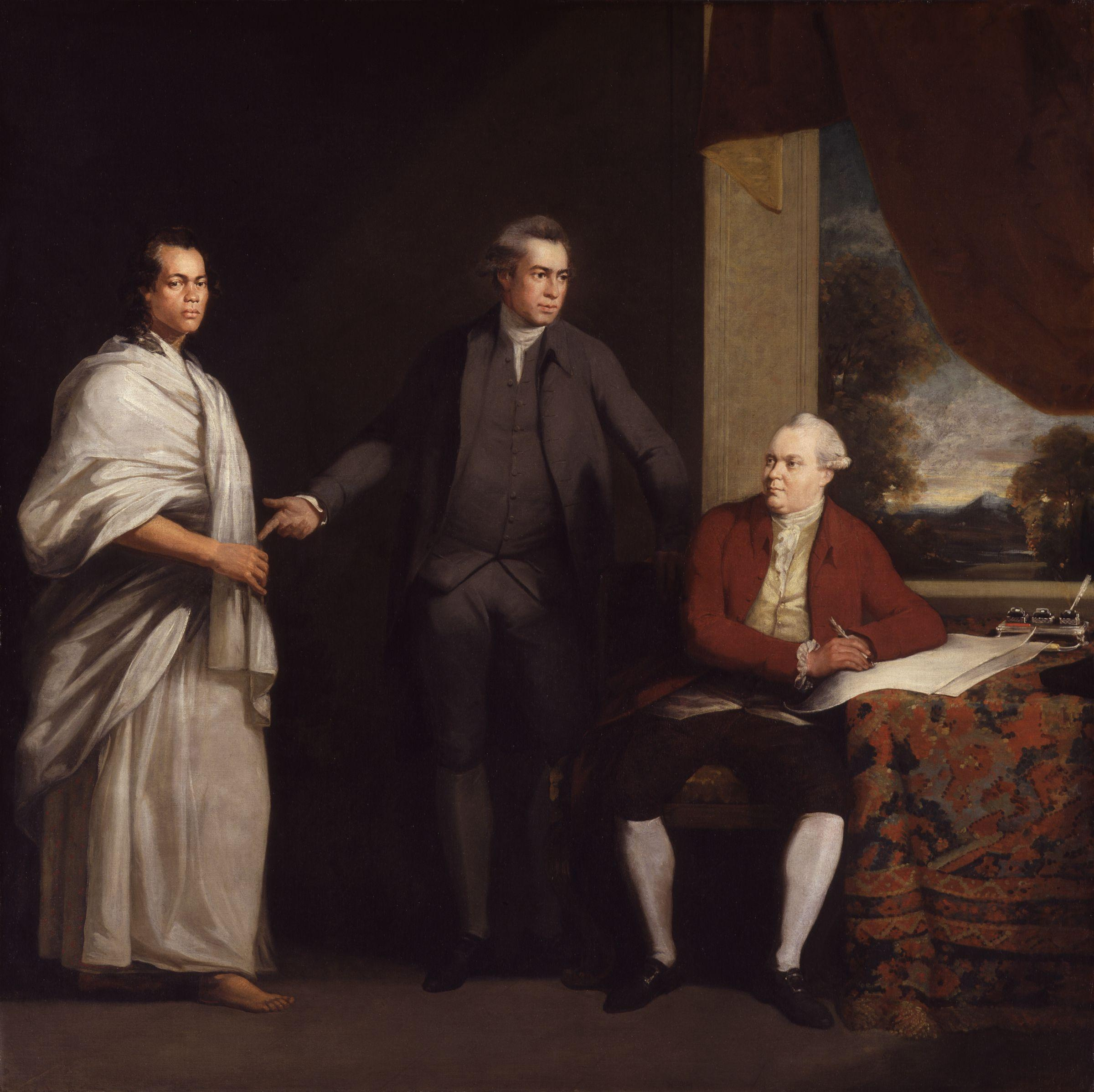
Joseph Banks (középen), a tahiti Omai (balra) és Daniel Solander (William Parry képe, kb. 1775–76)

Az expedíció 1771. július 12-én érkezett vissza Angliába és Banks azonnal híres ember lett. Szeretett volna Cookkal tartani annak második, egy évvel később induló útján is, de az Admiralitás túlzottnak tartotta igényeit és előzetes figyelmeztetés nélkül lekerült az utaslistáról. 1772 júliusában Solanderrel a Wight-szigeten, a nyugati skót szigeteken és Izlandon gyűjtöttek. 1773-ban Dél-Wales növényvilágát tanulmányozta Paul Sandby grafikus társaságában, utána pedig Londonban telepedett meg és feldolgozta addigi növénygyűjteményét. 1773-ban levelező tagja lett a Svéd Királyi Tudományos Akadémiának, a következő évben pedig belépett a művészeteket és tudományokat pártoló nemesemberek klubjába, a Dilettánsok Társaságába (utóbbinak majdnem húsz éven át volt a titkára). 1778-ban a Royal Society elnökévé választották, és ezt a feladatot 41 éven keresztül ellátta.
1779-ben feleségül vette Dorothea Hugessent. Ugyanebben az évben megvásárolt a London melletti Isleworthban egy Spring Grove nevű 14 hektáros birtokot és udvarházat, és a környező parkban számos, Britanniában ismeretlen növényfajt sikerült meghonosítania. 1781-ben baroneti rangot kapott. III. György tudományos tanácsadójaként rábízták a kew-i Királyi Botanikus Kert irányítását (formálisan csak 1797-ben kapta meg a posztot). Vezetése alatt a kew-i arborétum a világ egyik legkiválóbb botanikus kertje lett, számos, Európa kertjeiben meghonosodott fajt itt ültettek először. Banks több expedíciót finanszírozott a világ távoli tájaira, többek között George Vancouver útját Észak-Amerika északnyugati partjaihoz és ő állt a Bounty balul sikerült expedíciója mögött is, amely során a hajónak kenyérfacsemetéket kellett volna szállítania a Csendes-óceánról a Karib-tengerre, de a legénység fellázadt. Ő volt William Smith egyik fő támogatója is, amikor az egy évtized alatt elkészítette a Brit-szigetek részletes geológiai térképét.
Banks támogatta Ausztrália brit kolonizációját. A parlament alsóházának egyik bizottsága előtt saját tapasztalatai alapján Botany Bay környékét javasolta a tervezett fegyenckolónia helyszínének. A település megalakulása után húsz éven keresztül figyelemmel kísérte sorsukat, tanácsokat adott a kormányzatnak ausztrál ügyekben. Ő maga is összeállított egy gazdaságilag jól használható fa- és egyéb növényfajokból álló gyűjteményt, amelyet elküldött a gyarmatnak (a hajó viszont elsüllyedt). Az Új-Dél-Walesben megforduló hajók rendszeresen botanikai és geológiai mintákat hoztak Banksnak Angliába és a helyi kormányzók levelezésben álltak vele. Figyelemmel kísérte Matthew Flinders és George Bass térképező hajóútjait és anyagi támogatást nyújtott az ausztrál flóra és fauna kutatóinak (mint pl. George Caley).

## Kései évei

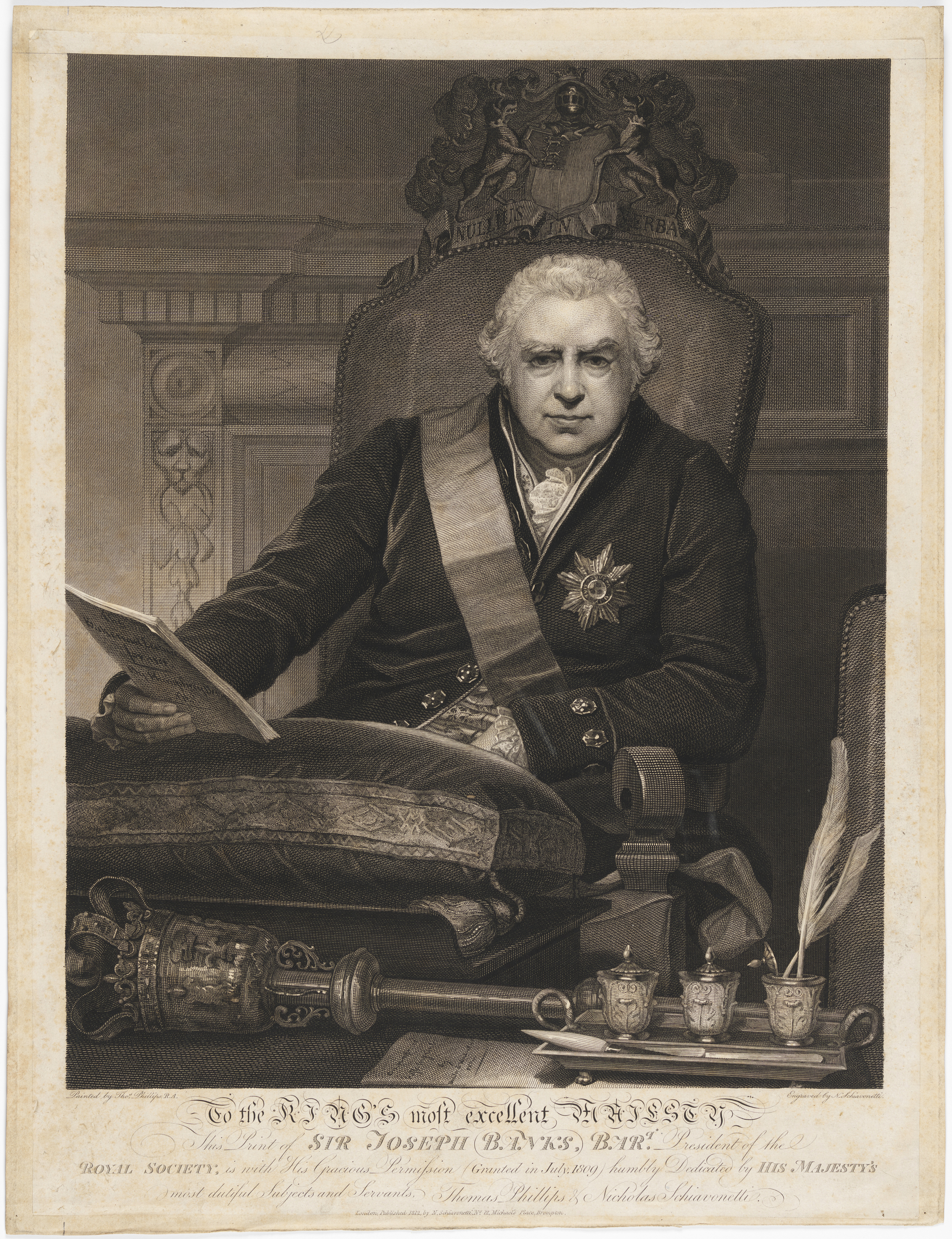
Banks 1812-ben a Royal Society elnökeként

Banks 1790-ben megismerkedett a fiatal Alexander von Humboldttal és életre szóló barátságot kötöttek. Humboldt dél-amerikai útja előtt Banks bevetette befolyását, hogy útitársa, a francia botanikus, Aimé Bonpland brit útlevelet kapjon, arra az esetre, ha angol hadihajókkal találkozna az expedíció. 1788-ban Banksot az Amerikai Művészeti és Tudományos Akadémia tiszteletbeli levelező tagjává választották. Negyvenkét éven át tagja volt a British Museum igazgatótanácsának, 1794-ben pedig kinevezték Lincolnshire főseriffjének. 1795-ben tagjává fogadta a Fürdőrend, az egyik legrangosabb brit lovagrend. 1815-ben megkapta a rend nagykeresztjét.
A 19. század beköszöntével Banks egészsége megrendült és minden télen sokat szenvedett a köszvénytől. 1805 után már gyakorlatilag képtelen volt járni és tolószékben kellett közlekednie, de munkakedvét ez sem viselte meg. Idősebb korában érdeklődött a régészet iránt és hosszú ideig tagja volt a Történészek Társaságának. 1808-ban tiszteletbeli alapító tagja volt a Werneri Természetrajzi Társaságnak, egy évvel később pedig levelező tagként felvették a Holland Királyi Társaságba (tudományos akadémiába). 1820 májusában beadta lemondását a Royal Society tanácsának, aztán kérésükre visszavonta. Joseph Banks 1820. június 19-én halt meg Spring Grove-i házában, 77 évesen.

## Emlékezete

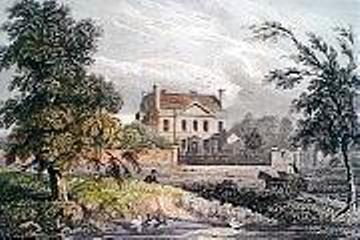
Banks isleworth-i háza

1789-ben a Leopoldina Német Természettudományos Akadémia tagjává választották.
Banks a tudomány nemzetekfölöttiségét hirdette, sokat tett azért, hogy a napóleoni háborúk során ne szigetelődjenek el egymástól a brit és az Európa kontinentális részén élő tudósok. A Csendes-óceánon róla nevezték el Új-Zéland Déli-szigetén a Banks-félszigetet; a vanuatui Banks-szigeteket; a Tasmania és Furneaux-szigetek közötti Banks-szorost; a kanadai Banks-szigetet; és a dél-ausztráliai Sir Joseph Banks-szigetcsoportot. Az ő nevét viseli Canberra Banks elővárosa, az új-dél-walesi Banks választókerület és Sydney Bankstown, Banksia és Banksmeadow elővárosai. 1967 és 1992 között ő arcképe volt az ausztrál 5 dolláros előoldalán, mielőtt lecserélték volna a II. Erzsébet portrés műanyag bankjegyekre. 1986-ban az ausztrál posta bélyeget adott ki az emlékére.
Az angliai Lincoln belvárosában, a vár mellett található a Sir Joseph Banks Konzervatórium, egy üvegház, amelyben trópusi növényeket nevelnek, köztük olyan fajtákat is amelyekkel Banks is találkozott. A lincolni székesegyházban is megtalálható emléktáblája.

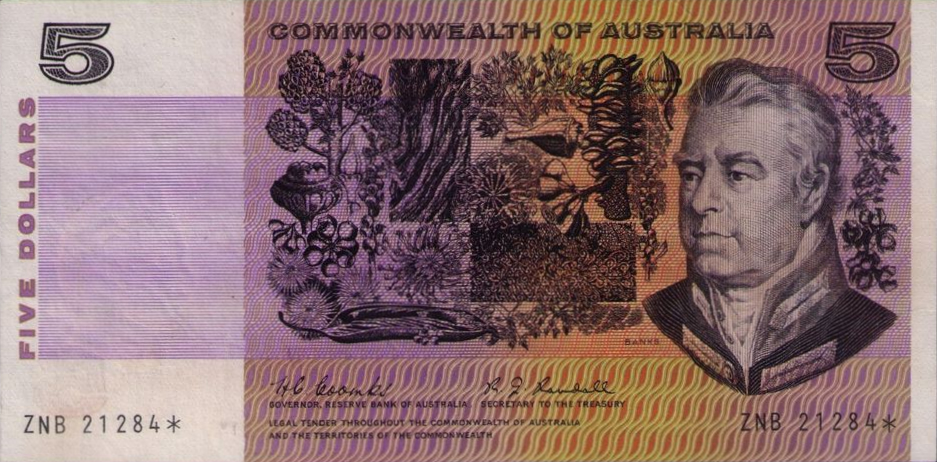
Joseph Banks portréja az 1967-1992 közötti ausztrál 5 dolláros bankjegy előoldalán.

## Fordítás
- Ez a szócikk részben vagy egészben  a   Joseph Banks című angol Wikipédia-szócikk ezen változatának fordításán alapul.  Az eredeti cikk szerkesztőit annak laptörténete sorolja fel. Ez a jelzés csupán a megfogalmazás eredetét és a szerzői jogokat jelzi, nem szolgál a cikkben szereplő információk forrásmegjelöléseként.